# امباتومانتی اتسیمو
امباتومانتی اتسیمو (به لاتین: Ambatomainty Atsimo) یک سکونتگاه مسکونی در ماداگاسکار است که در بونگولاوا واقع شده‌است.

## خصوصیات
امباتومانتی اتسیمو ۱۰٬۰۰۰ نفر جمعیت دارد.